# آستارانگیا
آستارانگیا (نام علمی: Astrangia) نام یک سرده از راسته مرجان‌های سنگی است.